# Ярослав Мудрый (сторожевой корабль)
«Ярослав Мудрый» (при закладке «Неприступный») (СКР 777) — сторожевой корабль (по классификации NATO — фрегат) Балтийского флота ВМФ России. Второй из построенных кораблей проекта 11540 «Ястреб». 

## История
С 19 июня 2009 года входит в состав Балтийского флота. 24 июля 2009 года над кораблём был поднят флаг ВМФ России.
В июле 2010 года сообщалось, что совместно с СКР «Неустрашимый» корабль в 2011 году, после согласования этого вопроса с Украиной, будет перебазирован на Черноморский флот и будет ориентирован командованием ЧФ на поддержание оперативного режима в зоне ответственности флота — Чёрном и Средиземном морях. Однако переход не состоялся, хотя оба сторожевика часто появляются в Средиземном море и у Африканского Рога.
С 7 декабря 2011 по 10 февраля 2012 года участвовал в совместном походе межфлотской объединённой группировки в Средиземное море, во главе с ТАВКР «Адмирал Кузнецов».
25 апреля 2012 года корабль с согласия Командующего Балтийским флотом вице-адмирала В. В. Чиркова, «был передан под шефство главы Российского императорского дома великой княгини Марии Владимировны». В мае 2013 года сопровождал паломническую миссию по доставке иконы Фёдора Ушакова в Средиземное море. В феврале 2015 года завершился 196-суточный поход в Средиземное море и Индийский океан.
Ремонт
Позже корабль встал на ремонт на СРЗ «Янтарь» для ремонта ГТД Д090 производства украинского ГП НПКГ Зоря — Машпроект. 
Ремонт газовых турбин был поручен промышленной группе «Новик», занимавшейся дефектацией и сервисным обслуживанием энергетических установок по заказу ВМФ. «Новик» располагал собственным конструкторским бюро, специалисты которого ранее трудились в ныне ликвидированном турбинном КБ Ленинградского Кировского завода. 
Подходящая площадка была найдена в самарском ОАО «Металлист-Самара», предприятии, работающем в кооперации двигателестроительного ОАО «Кузнецов». 
В январе 2016 года ремонт силовой установки завершился.
По состоянию на 2 марта корабль успешно прошёл швартовные испытания, возвращение корабля в строй состоялось через два месяца.
В апреле 2016 года провёл, совместно с корветом «Бойкий», учебные стрельбы в Балтийском море. В роли условного противника выступили вертолёты Ка-27 и бомбардировщики Су-24. В качестве мишиней использовались светящие авиабомбы САБ-250. Экипажи кораблей выполнили практические стрельбы из корабельных комплексов А-100, «Кортик» и АК-630 , в ходе которых авиация условного противника была уничтожена. После выполнения этой задачи, корабли провели также комплекс стрельб по буксируемым корабельным щитам, имитирующим отряд боевых кораблей условного противника. Все мишени были поражены.
1 июня 2016 года корабль отправился в восточную часть Средиземного моря для перегруппировки с российскими Военно-морскими силами. «Ярослав Мудрый» входил в состав постоянного оперативного соединения кораблей ВМФ России в Средиземноморье. 
Инцидент 17 июня 2016 года
17 июня 2016 года в восточной части Средиземного моря американский эсминец Gravely опасно сблизился с кораблём «Ярослав Мудрый». Американский эсминец допустил опасное сближение с российским боевым кораблём на дистанцию 60-70 метров по левому борту. Эсминец также пересёк курс движения корабля «Ярослав Мудрый» по носу на опасной дистанции 180 метров. «Ярослав Мудрый» следовал в международных водах постоянным курсом и скоростью.
Российские военные перечислили нарушения, которые совершили их американские коллеги:

- американскими моряками было проигнорировано правило 13 «Обгон» Международных правил предупреждения столкновений судов. Оно предписывает каждому судну, осуществляющему обгон, держаться в стороне от курса обгоняемого судна.
- американцы грубо нарушили правило 15 «Ситуация пересечения курсов» тех же правил. В нем чётко определено, что «никакое последовавшее изменение во взаимном положении двух судов не освобождает от обязанности обгоняющее судно держаться в стороне от обгоняемого до тех пор, пока последнее не будет окончательно пройдено и оставлено позади».
- экипаж Gravely нарушил 1-й пункт 3-й статьи советско-американского соглашения 1972 года «О предотвращении инцидентов в открытом море и в воздушном пространстве над ним».

Согласно этому документу, корабли должны оставаться на достаточном удалении, чтобы избежать риска столкновения.
Еженедельник Defense News, ссылаясь на представителей ВМС США, пишет: 

Экипаж российского судна «вёл себя непрофессионально». Сторожевик подал сигнал «шар-ромб-шар», означающий «ограничение в маневрировании» по Международным правилам предупреждения столкновений судов в море. Попутно российские моряки по УКВ-радио требовали от эсминца поддерживать безопасное расстояние. Однако, когда Gravely изменил курс и скорость, сторожевик также сменил курс, что говорит о том, что он не был фактически ограничен в возможности маневрировать, «Ярослав Мудрый» приближался к американскому эсминцу на расстояние около 300 метров и находился от авианосца в 5 морских милях (9,3 километра).

«Мы глубоко обеспокоены небезопасными и непрофессиональными действиями российских кораблей. Такие действия могут привести к ненужному обострению напряжённости в отношениях между двумя странами».
18 августа 2016 года «Ярослав Мудрый» покинул порт Джибути и заступил на антипиратскую вахту в Аденском заливе.
В середине октября 2016 года корабль покинул группировку, несколько недель выполнял антипиратские задачи в Индийском океане, после чего пересёк Средиземное море и вышел в Атлантику. 26 октября 2016 года совместно с танкером «Лена» прибыл с деловым визитом в кубинский порт Гавана.
18 ноября 2016 года находясь в дальнем морском походе, совместно с танкером «Лена», зашли в порт Пойнт-Фортин Республики Тринидад и Тобаго, для пополнения запасов воды и продовольствия, проведения планового осмотра кораблей, и отдыха экипажей.
2 декабря 2016 года представитель ВМФ России сообщил что экипаж корабля завершил выполнение плановых задач в Карибском море и взял курс к родным берегам.
19 декабря 2016 года корабль вернулся в постоянный пункт базирования.
8 мая 2017 года корабль зашёл в Кронштадт для проведения докового ремонта на Кронштадтском морском заводе. Завершение ремонта запланировано на середину июня 2017 года.
С 15 апреля по 28 октября 2018 года совершил дальний морской поход, во время которого экипаж корабля успешно выполнил задачи антипиратской вахты в Аденском заливе, совершил ряд деловых заходов в порты Африки, а также принял участие в масштабных манёврах ВМФ России, проводившихся под руководством Главнокомандующего ВМФ адмирала Владимира Королёва в Средиземном море. Пройдено свыше 30 тысяч морских миль.
28 мая 2021 года прибыл на Прибалтийский судостроительный завод «Янтарь» (входит в ОСК) для прохождения планового ремонта. В сообщении предприятия от говорилось, что корабль ошвартован у набережной завода. Ремонтные работы продолжались до середины июня 2021 года, после чего «Ярослав Мудрый» вернулся в строй.

## Командиры корабля
- 2009 год — капитан 2-го ранга А. Шишкарёв[21]
- 2011 год — капитан 2-го ранга Алексей Суглобов (-10.2011-5.07.2013-)
- 2013-2014 — капитан 2-го ранга Тишкевич Евгений Анатольевич
- с лета 2014 — капитан 2-го ранга Чероков[уточнить]
- с 26 авг 2015 — капитан 3-го ранга Новожилов
- с 21 февраля 2018 года капитан 2-го ранга Наволоцкий М.А.

## Шефы корабля
С 25 апреля 2012 года — великая княгиня Мария Владимировна Романова.